# Wiktor Kemula

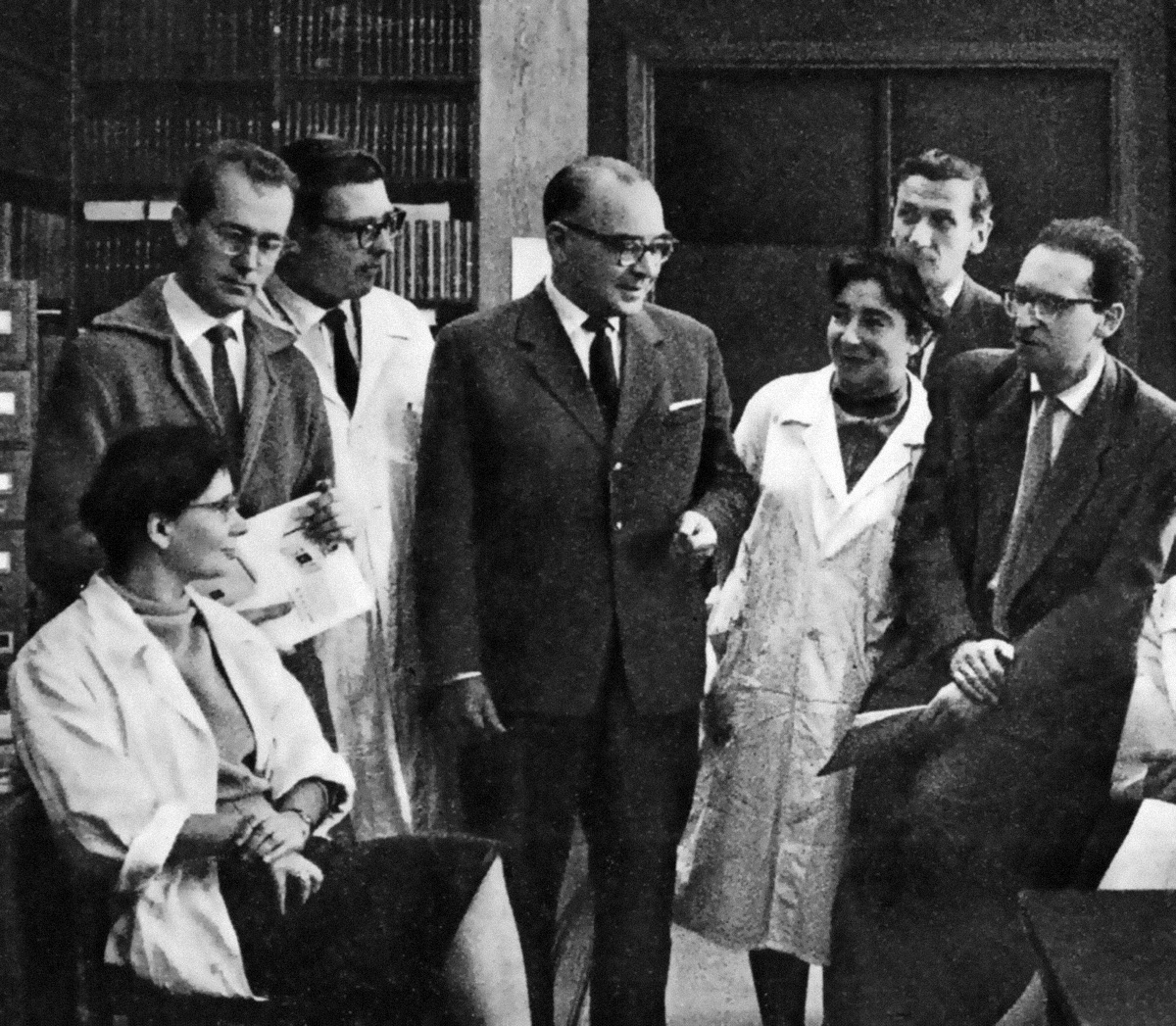
Wiktor Kemula wśród współpracowników (1963)

Wiktor Kemula (ur. 6 listopada 1902 w Izmaile, zm. 17 października 1985 w Warszawie) – polski chemik, uważany za twórcę polskiej szkoły polarografii.

## Życiorys
Urodził się w Izmaile, leżącym w delcie Dunaju w pobliżu Morza Czarnego, w polskiej rodzinie Michała, zesłańca politycznego, i Michaliny z Guzerów. Wcześnie stracił oboje rodziców. W 1921 ukończył rumuńskie gimnazjum w Izmaile z wyróżnieniem i w tym samym roku jako stypendysta rozpoczął studia na Uniwersytecie Jana Kazimierza we Lwowie. Na utrzymanie pracował jako taper – akompaniował na fortepianie podczas projekcji filmów niemych. Na trzecim roku studiów został zastępcą asystenta przy katedrze profesora Stanisława Tołłoczki. W wieku 25 lat uzyskał doktorat z chemii.
W latach 1929–1930 odbywał staż naukowy u profesora Jaroslava Heyrovskiego na Uniwersytecie Karola w Pradze, a w latach 1930–1931 w Lipsku u profesorów Petera Debye’a i Fritza Weigerta. W latach 1936–1941 był profesorem chemii fizycznej na Uniwersytecie we Lwowie, kierownikiem Zakładu Chemii Fizycznej UJK. W 1936 został wybrany na członka Towarzystwa Naukowego we Lwowie. W październiku 1936 otrzymał tytuł profesora nadzwyczajnego chemii fizycznej Uniwersytetu Jana Kazimierza we Lwowie.
W okresie sowieckiej okupacji Lwowa nadal prowadził działalność naukową. Wykładał chemię na tajnym UJK. W okresie okupacji niemieckiej pracował w fabryce przemysłu spożywczego.
1 lipca 1945 został profesorem na Uniwersytecie Warszawskim. Był kierownikiem Zespołu Katedr Chemicznych. W 1955 został wybrany na prezesa Polskiego Towarzystwa Chemicznego. Był promotorem ponad 50 doktorantów.
W 1956  został członkiem korespondentem, a w 1961 członkiem rzeczywistym PAN.
W 1968 został usunięty z Uniwersytetu Warszawskiego, formalnie przeszedł na emeryturę w 1972. 
Jest wynalazcą elektrody o wiszącej kropli rtęci (hanging mercury drop electrode – HMDE). Przyczynił się do rozwoju chemii elektroanalitycznej, szczególnie polarografii.
W PRL informacje na temat Wiktora Kemuli podlegały cenzurze. W 1977 jego nazwisko znajdowało się na specjalnej liście osób pod szczególną kontrolą cenzury. Zalecenia cenzorskie dotyczące jego osoby zanotował Tomasz Strzyżewski, który w swojej książce o peerelowskiej cenzurze opublikował notkę informacyjną z 7 stycznia 1977 Głównego Urzędu Kontroli Prasy, Publikacji i Widowisk. Wytyczne dla cenzorów wymieniały jego nazwisko z adnotacją: „Wszelkie próby popularyzowania w środkach masowego przekazu (prasa codzienna, radio, TV, tygodniki społeczno-polityczne) niżej wymienionych osób należy sygnalizować kierownictwu GUKPPiW”. Zalecenia cenzorskie zezwalały jedynie na publikacje w prasie specjalistycznej, naukowej oraz skryptach itp..
W latach 1981–1985 był prezesem reaktywowanego Towarzystwa Naukowego Warszawskiego. 
Był miłośnikiem muzyki poważnej, uprawiał czynnie muzykę kameralną. Zmarł podczas koncertu w warszawskim kościele św. Krzyża, pochowany obok żony na cmentarzu Powązkowskim (kwatera 6-5-27).
Był mężem Marii Kemulowej (1907–1979). Ich syn Andrzej, został doktorem chemii, a córka Gabriela Miłobędzka - muzykiem i reżyserem dźwięku.

## Ordery i odznaczenia
- Krzyż Komandorski z Gwiazdą Orderu Odrodzenia Polski (1982)[12]
- Order Sztandaru Pracy II klasy[13]
- Krzyż Oficerski Orderu Odrodzenia Polski[13]
- Medal 10-lecia Polski Ludowej (19 stycznia 1955)[14]
- Medal Jędrzeja Śniadeckiego (1965)[13]

## Nagrody i wyróżnienia
- Nagroda Państwowa II stopnia za osiągnięcia w dziedzinie polarografii (1955)[15]
- Nagroda Fundacji Jurzykowskiego (1969)[13]
- Nagroda Państwowa II stopnia (1972)[13]
- tytuł doktora honoris causa Uniwersytetu Warszawskiego (1 grudnia 1982)[16]

## Upamiętnienie
W 1998 ustanowiono Medal im. Wiktora Kemuli, który przyznawany jest przez Polskie Towarzystwo Chemiczne i Komitet Chemii Analitycznej PAN polskim naukowcom za wybitne osiągnięcia w zakresie chemii analitycznej.
Jest patronem Biblioteki Wydziału Chemii Uniwersytetu Warszawskiego.